# ديك لونش
ديك لونش (بالإنجليزية: Dick Lynch)‏ هو لاعب كرة قدم أمريكية أمريكي، ولد في 29 أبريل 1936 في أوشنسايد في الولايات المتحدة، وتوفي في 24 سبتمبر 2008 بسبب ابيضاض الدم.

## وصلات خارجية
- ديك لونش على موقع مرجع كرة القدم المحترفة.كوم (الإنجليزية)